# 明石亮太朗
明石 亮太朗（あかし りょうたろう、1989年4月7日 - ）は、劇団ひまわりに所属していた元子役である。兵庫県出身。

## 略歴
- 1993年、テレビドラマ『特選!黒のサスペンス 行きずりの殺意』でデビュー。

## 出演

### テレビドラマ
- 特選!黒のサスペンス「行きずりの殺意」（1993年12月29日、関西テレビ） - 浩 役
- 金曜エンタテイメント「野々村さんちの夫婦ゲンカ」（1994年3月25日、フジテレビ）
- ドラマ30 泣かないでママ（1994年5月30日 - 7月29日、CBC）
- 大家族ドラマ 嫁の出る幕（1994年7月14日 - 9月22日、テレビ朝日）
- For You（1995年1月9日 - 3月20日、フジテレビ） - 吉倉徹 役
- SMAPのがんばりましょう「Naked Banana」（1995年4月12日 - 1995年7月5日、フジテレビ）
- 輝く季節の中で（1995年4月20日 - 6月29日、フジテレビ）
- ハートにS 第3回「わがまま姫」（1995年4月24日、フジテレビ）
- ひと夏のラブレター（1995年7月6日 - 9月21日、TBS） - 池島歩 役
- 新春ドラマスペシャル「素晴らしき家族旅行」（1996年1月3日、フジテレビ） - 菊地裕太 役
- TOKYO23区の女 第15回「中野区の女」（1996年7月12日、フジテレビ）
- ナースのお仕事 第12話・最終話（1996年9月17日・24日、フジテレビ） - 加納誠 役
- イタズラなKiss（1996年10月14日 - 12月16日、テレビ朝日） - 入江裕樹 役
- バージンロード 第6話（1997年2月10日、フジテレビ）
- 友達の恋人（1997年4月10日 - 6月26日、TBS）
- 金曜時代劇 寺子屋ゆめ指南（1997年9月5日 - 1998年3月20日、NHK総合） - 留吉 役
- ブラザーズ（1998年4月13日 - 6月29日、フジテレビ） - 藤原真愛 役
- 美少女H 第20話「死んでもいい」（1998年9月7日、フジテレビ）
- 青い花火（1998年11月28日、NHK）
- 京都始末屋事件ファイル 第4話（1999年7月22日、テレビ朝日） - 野口太一 役
- ザ・ドクター 第9話（1999年9月5日、TBS） - 三沢哲平 役
- ドラマDモード 深く潜れ〜八犬伝2001〜 （2000年10月3日 - 12月12日、NHK総合） - 野崎翼 役
- フジテレビヤングシナリオ大賞2000「御就職 がんばれ！日本のお父さん」（2000年11月25日、フジテレビ）
- ビッグウイング 第8話（2001年3月2日、TBS） - 大田晋也 役